# Dictyophleba setosa
Dictyophleba setosa là một loài thực vật có hoa trong họ La bố ma. Loài này được B.de Hoogh mô tả khoa học đầu tiên năm 1989.